# 佐幌川
佐幌川（さほろがわ）は、北海道中央部の十勝総合振興局管内の新得町および清水町を流れ十勝川に注ぐ一級河川。30あまりの支川を合流する。

## 行政指定
指定内容は、以下のとおり。
- 河川指定 : 一級河川（1966年指定）
- 流端
  - 上流端
    - 左岸 : 北海道上川郡新得町字新内511番地先
    - 右岸 : 北海道上川郡新得町字西四線171番の2地先

  - 下流端 : 十勝川への合流点
- 水系指定 : 一級水系十勝川水系（1966年指定）

## 流路
佐幌岳北方の分水嶺を水源とし佐幌ダムに注ぎ、国道38号沿いに新得駅および十勝清水駅付近を流れ、道東自動車道と十勝川の交点付近となる清水町御影で、十勝川へ西側から注ぐ。
上流は左岸側から一の沢（佐幌ダムで本流に合流）、二の沢（本流）、西佐幌川（三の沢）があり、十勝岳の火砕流を刻む。中下流の右岸には、小林川などの日高山脈から流入する支流が多い。

## 名称の由来
アイヌ語の「サオㇿオペッ（sa-or-o-pet）」（前・の所・にある・川）」に由来する、とされている。
この解釈は山田秀三によるもので、山田は、アイヌ語の地名における、「sa（前）」は、海もしくは大川の方向を指し、「新得や清水町の山側の人たちから見れば、十勝平野とか十勝川本流の方が「前」である。それでこう呼んだのであろうか」、と推測している。

## 自然について

### 植物
カラマツ人工林、シナノキ、イタヤカエデ、ハルニレ、ヤチダモ、カツラ、ホオノキ、トドマツ、エゾマツがみられる。

### 生物
以下の生物の生息が確認されている。
- 哺乳類 : エゾシカ、キタキツネ、エゾタヌキ、エゾユキウサギ、エゾリス等
- 鳥類 : アオジ、オオタカ、オオアカゲラ、センダイムシクイ、ヒヨドリ、アカハラ、ウグイス、ツグミ等
- 魚類 : アメマス、ハナカジカ、フクドジョウ、ニジマス等
- 両生類 : エゾサンショウウオ、エゾアカガエル

## 歴史
- 1858年（安政5年） : 松浦武四郎が石狩から十勝へ探検を行ったときのルートが、水源の分水嶺から佐幌川上流へ出るものだった。
- 時期不明 : 二級河川に指定。
- 1966年（昭和41年）4月1日 : 一級河川に指定[1]。
- 1984年（昭和59年）9月17日 : 佐幌ダムを供用開始。

## 経済
開拓当初（1899年〈明治32年〉ころ）は、佐幌川へ流れる支流を利用し、早くから水力による澱粉製造が行われていた。
鉄道（根室本線として1907年〈明治40年〉に開通）敷設工事に伴う線路用枕木の需要増加に加え、明治時代末期から大正時代初期には、家屋建築による木材需要も高まった。このため、佐幌川流域の国有林の立木の払い下げにより、冬山造材された丸太が、佐幌川を流送されて陸揚げされた。
大正時代末期には酪農が流域で開始され、1928年（昭和3年）に清水町に練乳工場（明治乳業）が設立され、1946年（昭和21年）に北海道農業試験場畜産部（現在の北海道立総合研究機構畜産試験場）が札幌市から移設され、1956年（昭和31年）には、流域の平野が集約酪農地域に指定され、十勝地方の酪農の中心となった。

## 支流
流入する一級河川は、上流から順に以下のとおり。
- 下新内川
- ビタラウシ川
- ペンケ新得川
- パンケ新得川
  - 九号川（パンケ新得川への流入）
- 中新得川
- ペンケオタソイ川
  - 安田川（ペンケオタソイ川への流入）
- パンケオタソイ川
- 南新得川
- 上佐幌川
- イワシマクシベツ川
- 金平川
- ペケレベツ川
  - ナイ川（ペケレベツ川への流入）
- 小林川

## 主な橋梁
- 南新内橋
- 新得大橋 - 国道38号
- 新得橋
- 二条橋
- 新栄橋 - 国道38号
- 橘井橋
- 真心橋
- 神居橋 - 国道38号
- （根室本線）
- （根室本線）
- 古潭橋
- 古潭橋 - 国道38号
- 暁橋
- 清水橋 - 国道274号
- 佐幌橋 - 道道718号 忠別清水線

（十勝川に流入）